# Henry David Thoreau
Henry David Thoreau, geboren als David Henry Thoreau (Concord (Massachusetts), 12 juli 1817 – aldaar, 6 mei 1862), was een Amerikaans essayist, leraar, sociaal filosoof, natuuronderzoeker en dichter. Tijdens Thoreau's leven waren zijn geschriften slechts bekend bij een kleine groep mensen. Tegenwoordig is hij echter een grote naam uit de 19e-eeuwse Amerikaanse literatuur. Met twee symbolische acties - een retraite van twee jaar in de hut bij Walden Pond en een nacht in de cel wegens burgerlijke ongehoorzaamheid - bracht Thoreau de leerstellingen van het transcendentalisme van zijn vriend Ralph Waldo Emerson in de praktijk.
Thoreau was een productief schrijver: zijn artikelen, essays, dagboeken en gedichten vullen bij elkaar ruim twintig boeken. Daarnaast was hij een enthousiast natuurwaarnemer. Deze combinatie leverde hem van zijn vriend William Ellery Channing de bijnaam "The Poet-Naturalist" (de dichter-natuurvorser) op. Vooral in zijn latere jaren bestudeerde Thoreau verschijnselen zoals de bloeiperiode van de planten en de verspreiding van boomsoorten in detail. Met zijn engagement voor natuurbehoud en zijn streven om in harmonie met de natuur te leven werd hij een voorloper en inspirator van de ecologie als wetenschap. In zijn meesterwerk Walden, or Life in the Woods, gepubliceerd in 1854, beschreef hij hoe men een eenvoudig leven in het bos kan leiden, afgezonderd van de 'beschaafde' samenleving. Het thema van Civil Disobedience (burgerlijke ongehoorzaamheid) uit 1849 is het gegronde verzet van een individu tegen een onrechtvaardige regering; dit boek werd een inspiratie voor latere vormen van geweldloos verzet. Thoreau was principieel gekant tegen slavernij, gaf als activist lezingen tegen de wetten voor ontsnapte slaven en gevangenen, en prees het werk van de abolitionisten - in het bijzonder dat van John Brown. Thoreau's filosofie van geweldloos verzet zou later van invloed zijn op politieke, spirituele en literaire figuren zoals Lev Tolstoj, Mahatma Gandhi en Martin Luther King.

## Persoonlijkheid
In zijn werken geeft Thoreau weinig autobiografische informatie prijs. Niettemin kan men zich van hem een goed beeld vormen na het lezen van zijn geschriften, temeer omdat hij iemand met zeer uitgesproken meningen was. Thoreau's persoonlijke dagboek werd overigens pas in 1906 gepubliceerd. Daarnaast bestaan er ook getuigenissen van familieleden en vrienden zoals William Ellery Channing, die in 1873 de eerste biografie over Thoreau (Thoreau the Poet-Naturalist) publiceerde. Een andere voor biografen interessante bron over Thoreau is Harrison Blake, een voormalig unitarisch predikant van Worcester die van maart 1848 tot mei 1861 een regelmatige briefwisseling met Thoreau onderhield. Even waardevol voor biografen is de getuigenis van zijn vriend en mentor Ralph Waldo Emerson, die als voorwoord bij Thoreau's Excursions (1863) een biografische schets over hem schreef:
"Hij was niet opgeleid voor een bepaald beroep, hij is nooit getrouwd geweest, woonde alleen, ging nooit naar de kerk, heeft nooit gestemd, weigerde om een belasting te betalen aan de staat; hij at geen vlees, dronk geen wijn, en gebruikte geen tabak". In rijkdom was Thoreau helemaal niet geïnteresseerd: "Een mooi huis, kleding, de manieren en conversatie van hooggecultiveerde mensen, het liet hem allemaal koud." [...] "Hij koos ervoor om rijk te zijn door zijn behoeften te beperken, en door zo veel mogelijk zelf in alles te voorzien. Hij maakte alleen gebruik van de spoorweg om stukken land te overbruggen die zijn reisdoel niet dienden. Hij wandelde liever honderden mijlen, vermeed herbergen, en zocht onderdak in boeren-en vissershuisjes, die hij goedkoper en aangenamer vond om in te logeren." Emerson bewondert Thoreau's stoïcijnse en spartaanse karakter, maar onthult ook dat Thoreau heel warm en kameraadschappelijk kon zijn: "Hoezeer hij ook een kluizenaar en stoïcijn was, hij was echt dol op sympathie, en wierp zich enthousiast en als een kind in het gezelschap van jonge mensen die hij liefhad, en die hij graag wilde vermaken op een manier zoals alleen hij dat kon, met zijn eindeloze anekdotes over zijn ervaringen in het veld en langs de rivier. Hij stond ook altijd klaar om een zoektocht naar bosbessen, kastanjes of druiven te leiden." Een andere opmerkelijke eigenschap waar Thoreau over beschikte, was zijn geduld. Hij kon bijvoorbeeld uren op eenzelfde plek roerloos blijven zitten totdat de vogel, het reptiel of de vis die zich had teruggetrokken weer tevoorschijn kwam. Emerson merkt op dat Thoreau door zijn buitengewone opmerkingsgave leek te beschikken over extra zintuigen. "Hij zag als met een microscoop, hoorde als met een oortrompet, en zijn geheugen was een fotografisch register van alles wat hij zag en hoorde." Emerson heeft in zijn 'Biographical Sketch' ook oog voor de problemen die Thoreau's radicale eerlijkheid in de sociale omgang opleverde. De volmaakte integriteit die Thoreau zichzelf oplegde, eiste hij ook van anderen. Daar kwam dan nog bij dat conversatie met hem soms werd bemoeilijkt doordat Thoreau de neiging had om tegenovergestelde standpunten in te nemen of de dingen paradoxaal voor te stellen. "Hij was zo gevaarlijk openhartig in zijn omgang met anderen dat zijn bewonderaars hem that terrible Thoreau begonnen te noemen." [...] "Ik denk dat de strengheid van zijn ideaal hem beroofde van een gezonde hoeveelheid menselijk gezelschap."
Volgens zijn vriend William Ellery Channing leek Thoreau door zijn markante neus op Julius Caesar De dichter Nathaniel Hawthorne beschreef Thoreau als volgt: "Thoreau is lelijk: hij heeft een lange neus, een vreemde mond; landelijke, hoewel hoffelijke manieren die goed passen bij zijn uiterlijke verschijning. Maar zijn lelijkheid is nog steeds eerlijk en aangenaam, en past beter bij hem dan schoonheid."

## Leven
Volgens Amos Bronson Alcott en Thoreau's tante Maria werd "Thoreau" uitgesproken als het Engelse woord "thorough". Emersons zoon Edward schreef dat men "Thoreau" uitsprak als "Thó-row", waardoor het in het 19e-eeuwse New England inderdaad met "thorough" gerijmd zou hebben. De tegenwoordig gebruikelijke Amerikaanse uitspraak van "Thoreau", echter, is met het accent op de tweede lettergreep: "Thur-rów".

### Familiale voorgeschiedenis
De eerste Thoreau die naar de V.S. kwam was Henry's grootvader Jean Thoreau (later verengelst tot "John"). John werd omstreeks 1754 geboren op het Kanaaleiland Jersey, waar de oorspronkelijk protestantse familie toevlucht had gezocht na de herroeping van het Edict van Nantes van 1685. Tijdens de overtocht in 1773 werd hij na een schipbreuk gered en naar de koloniën gebracht. In Boston vond hij werk als zeilmaker en kuiper. Na de Amerikaanse Onafhankelijkheidsoorlog ging hij in zaken en begon een winkel met naar verluidt slechts één okshoofd suiker. Toen hij in 1801 stierf, liet hij met zijn huizen in Boston en Concord een vermogen na van 25.000 dollar, en 12.000 dollar aan geld en aandelen. Thoreau's grootmoeder van vaders kant, Jane Burns, was van Schotse afkomst. Zijn grootvader van moederszijde, Asa Dunbar, speelde een rol in de "Butter rebellion" aan de Harvard-universiteit in 1766, de eerste manifestatie van studenten in de geschiedenis van de Amerikaanse koloniën.

### Vroege jaren (1817-1828)

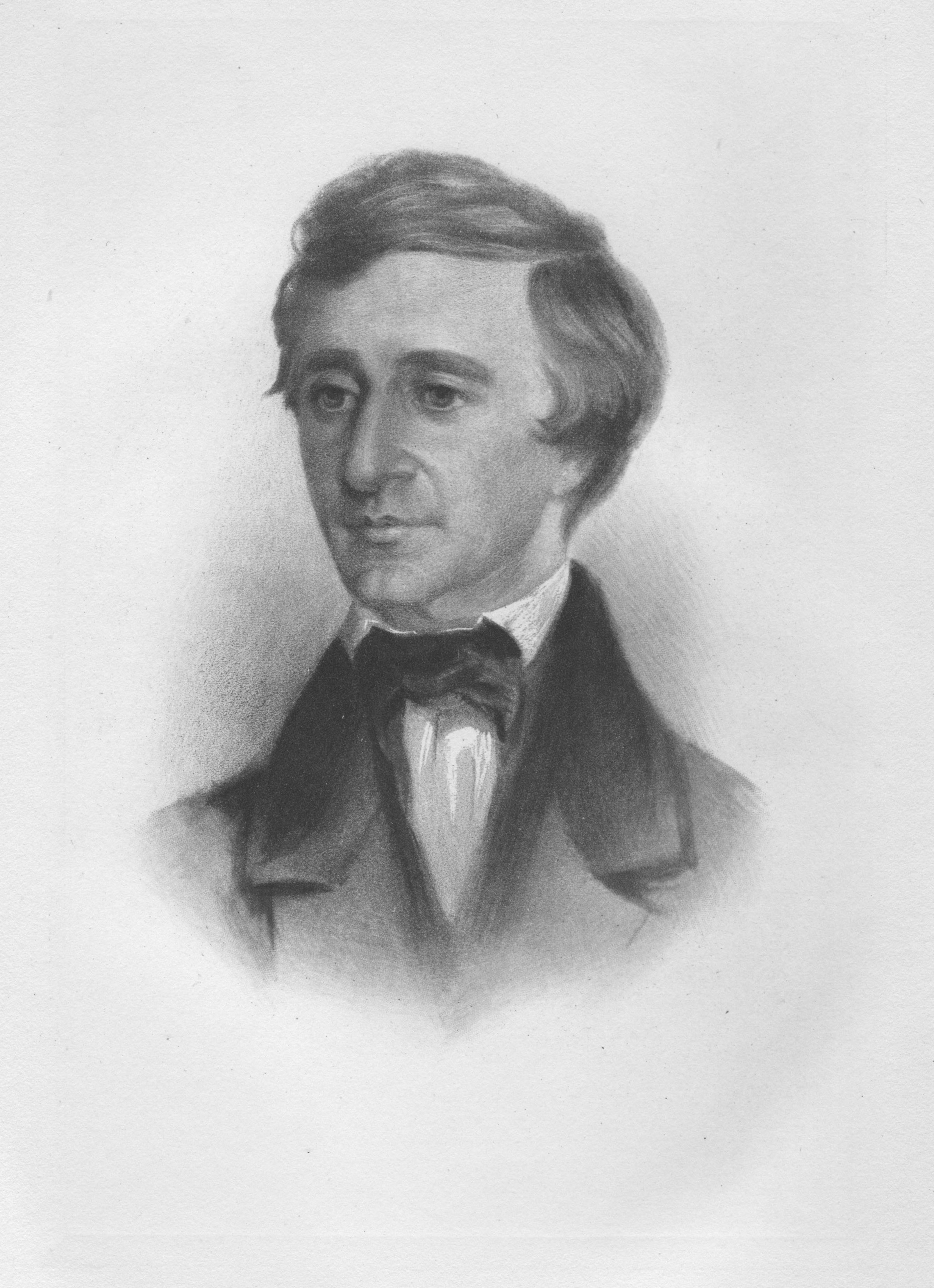
Potloodportret van Henry David Thoreau in 1854 door Samuel W. Rowse

Henry David Thoreau werd geboren in een bovenkamer van een grijze, ongeschilderde boerenwoning op Virginia Road die toebehoorde aan zijn grootmoeder van moeders kant. Op 12 oktober 1817 werd hij gedoopt als David Henry Thoreau, naar zijn oom David die in juli was gestorven in Concord. Pas midden jaren 1830 zou hij zijn naam veranderen in Henry David Thoreau. Zijn ouders waren John Thoreau en Cynthia Dunbar; hij had een oudere broer en zus, John Junior en Helen, en een jongere zus, Sophia. Zijn geboortehuis op Virginia Road is bewaard gebleven, na in 1878 bijna 300 meter te zijn verplaatst. Concord was in die tijd, in 1817, een rustig stadje met tweeduizend inwoners die hoofdzakelijk van de landbouw leefden. Boeren en reizigers die op weg waren naar Boston overnachtten in de hotels en bezochten de winkels. In Thoreau's geboortejaar ving onder het presidentschap van James Monroe een periode van vrede en voorspoed aan, maar Thoreau's familie ging het niet erg voor de wind. Ze hadden een reeks tegenslagen achter de rug en het lukte niet de vroegere status te herwinnen. Ondanks de welvaart die de familie in het verleden had gekend, zou er pas beterschap komen toen in 1824 Thoreau's vader besloot om een potloodfabriek te beginnen. De verbeterde financiële situatie stelde hen in staat zich eerst in Chelmsford (Massachusetts), en vervolgens in Boston te vestigen. David Henry ging daar ook weldra naar school. Tijdens een verblijf bij zijn grootmoeder in 1822 bezocht hij het meertje Walden Pond, waarvan de naam "Pond" (vijver) eigenlijk misplaatst is doordat het water tot 30 meter diep is. Het jaar daarop verhuisde het gezin terug naar Concord. In 1827 schreef de jonge student Thoreau het essay The Seasons, zijn oudst bekende werk.

### Vormende jaren (1828-1837)
Zijn ouders zonden hem in 1828 naar Concord Academy, waar hij onderricht kreeg in Latijn, Oudgrieks en verschillende moderne talen, zoals Frans, italiaans, Duits en Spaans. Dankzij een beurs kon hij in 1833 aan de Harvard-universiteit studeren. Daar verwierf hij kennis over retoriek, het Nieuwe Testament, filosofie en wetenschap.

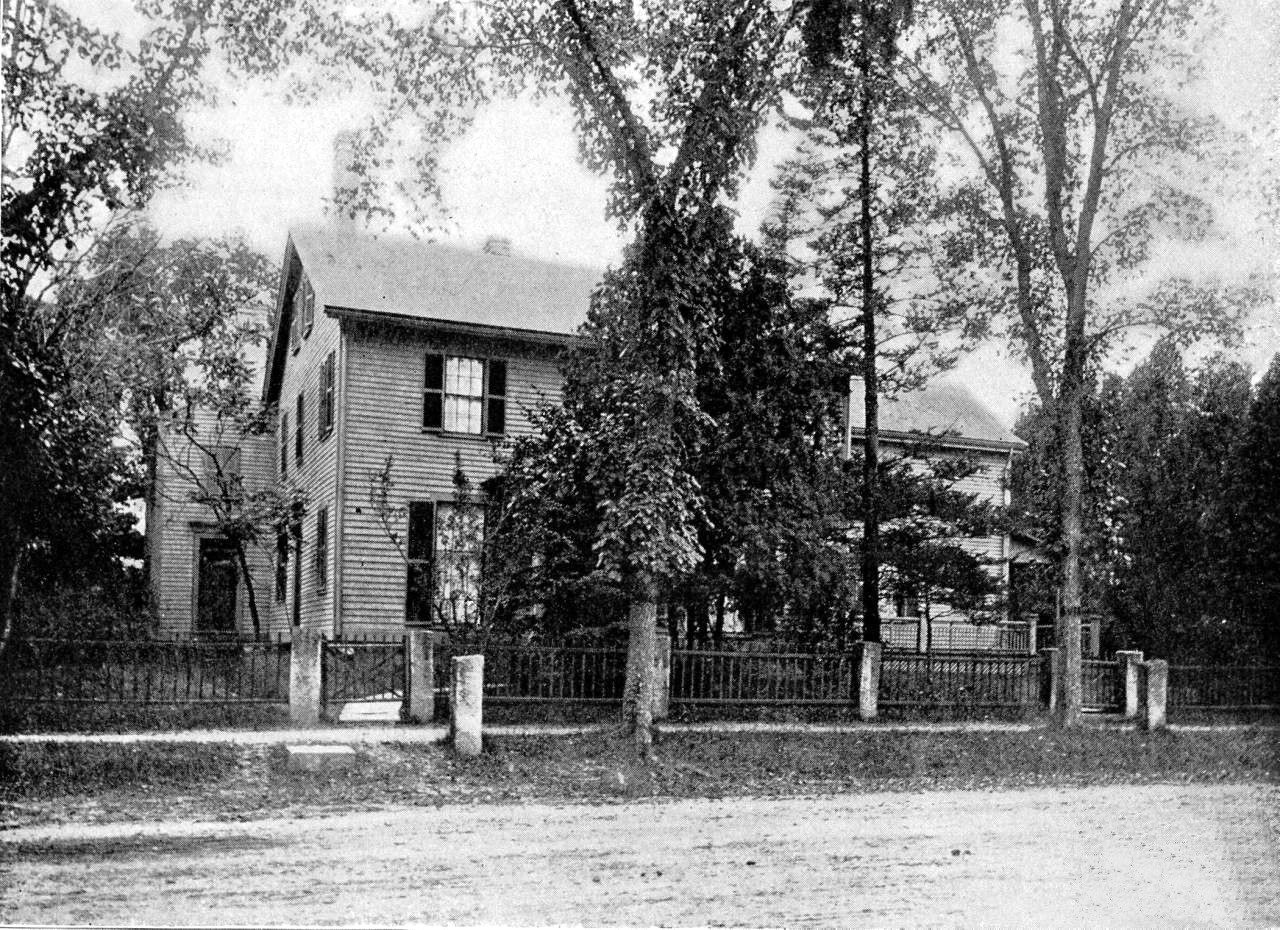
Het ouderlijk huis van Thoreau in 1860.

Vanaf 1835 gaf Thoreau, buiten de semesters die hij aan Harvard doorbracht, een paar maanden les in een lagere school in Canton (Massachusetts). In die tijd ontdekte hij ook het transcendentalisme door het lezen van de werken van Ralph Waldo Emerson. Aan de universiteit toonde Henry zich een goede student. Hoewel hij vanwege ziekte en financiële problemen verschillende maanden afwezig was geweest, studeerde hij in 1837 af.
In 1837 introduceerde Thoreau's zus hem bij Lucy Jackson Brown, de schoonzus van Ralph Waldo Emerson. Lucy's echtgenoot had haar met twee kinderen in de steek gelaten, en tussen haar en Thoreau ontstond een tedere vriendschap. Thoreau kwam vaak op bezoek en vermaakte haar en haar kinderen bij die gelegenheden met zijn solodansen, zijn fluitspel en conversatie. Thoreau liet haar enkele van zijn teksten lezen en zij zag overeenkomsten met het werk van Emerson, wat haar ertoe bracht om een ontmoeting tussen beiden te regelen. De 34-jarige Emerson, die later Thoreau's vriend en mentor werd, was op dat ogenblik goed op weg om de leider van de beweging der transcendentalisten te worden. Hij had reeds twee belangrijke literaire werken gepubliceerd: Nature en The American scholar, terwijl Thoreau op zijn twintigste nog niets had gepubliceerd. Toch ontstond al snel een hechte vriendschap tussen beide mannen. Emerson introduceerde hem in een kring van schrijvers en andere intellectuelen die samen in 1836 de Transcendental Club oprichtten. Onder de initiatiefnemers bevond zich William Ellery Channing, die Thoreau's beste vriend zou worden, en die hem initieerde in het unitarisme dat hij zelf aan Harvard doceerde. Thoreau leerde toen ook Margaret Fuller, Amos Bronson Alcott en Jones Very kennen. Concord, Thoreau's geboortedorp, werd door de overkomst van Fuller, Alcott en Very het intellectuele centrum van het transcendentalisme. In deze periode - ruwweg tussen 1835 en 1860 - nam Thoreau samen met schrijvers als Walt Whitman, Emerson en Hawthorne actief deel aan de "Amerikaanse Renaissance", een periode waarin veel van de Amerikaanse meesterwerken werden geschreven.

### Terugkeer naar Concord (1837-1844)

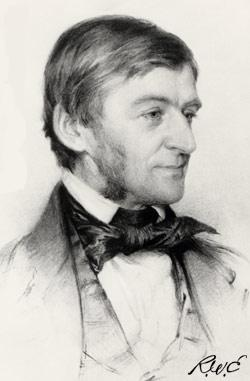
Portret van de jonge Ralph Waldo Emerson.

Na zijn studie werd Thoreau onderwijzer aan de public school van Concord, waar hij echter reeds na twee weken ontslag nam omdat hij geen lijfstraffen meer wilde geven. In Thoreau, the Poet-Naturalist schrijft zijn vriend Ellery Channing dat hij slechts één keer een fysieke straf toepaste, en dit op aandringen van de decaan van de school. Daarbij zou hij na de schooluren zes leerlingen, onder wie zijn eigen schoonmaakster, hebben gekastijd. Thoreau worstelde achteraf met zijn geweten en vertrok overhaast, wat grote gevolgen had voor zijn financiële situatie. 1837 was immers een economisch crisisjaar waardoor hij niet meteen een andere baan als leraar vond. Hij besloot daarom in 1838 om in Concord een privé-grammar school te openen, die drie jaar zou blijven bestaan. Zijn broer John hielp hem als lesgever en ze namen een aantal vooruitstrevende concepten op in het leerprogramma. Afgezien van het gebrek aan lijfstraffen, onderscheidde de school zich door haar innovatieve, op praktijk gerichte programma met wetenschappelijke experimenten, wandelingen in de natuur en excursies naar de werkplaatsen van lokale ambachtslieden. De gebroeders Thoreau onderwezen er tot en met maart 1841. Eveneens in 1838 gaf Thoreau aan het lyceum van Concord een lezing over De maatschappij van Concord, die herinnert aan Emersons Divinity School Address aan Harvard; het filosofisch handvest van de transcendentalistische beweging. Er zouden nog lezingen volgen, hoewel Thoreau zich niet graag ver buiten Concord begaf. In de late jaren 40 gaf hij af en toe voor ongeveer 25 dollar een lezing in kleinere steden als New Bedford en Worcester, en bij uitzondering ook al eens in Boston.
Dat jaar trok Thoreau er ook in zijn eentje op uit en maakte zijn eerste tocht door de natuur van Maine. Samen met zijn broer John ondernam hij een kanotocht in 1839 op de rivieren Concord en Merrimack. Deze reis zou de stof leveren voor het in 1849 gepubliceerde A Week on the Concord and Merrimack Rivers, dat echter geen literair succes werd.
Vanaf oktober 1837 begon Thoreau op suggestie van Emerson te schrijven aan een dagboek, waarin hij zijn observaties over de natuur verzamelde, en ook kritieken schreef over de boeken die hij las. De allereerste notitie in dat dagboek, gedateerd 22 oktober 1837, is een bespiegeling over de wenselijkheid van het houden van dit dagboek. Thoreau zou zijn dagboeken blijven bijwerken tot 1861. Uiteindelijk bewerkte hij ze in een literaire vorm, maar aanvankelijk gebruikte hij deze notities vooral als bron voor zijn essays, lezingen en boeken, waaronder Walden. In die periode veranderde hij ook de volgorde van zijn voornamen en liet zich nu Henry David Thoreau noemen, overigens zonder dit ooit wettig te maken.
In 1840 publiceerde Thoreau zijn eerste essay over de Latijnse satiredichter Aulus Persius Flaccus, en het gedicht Sympathy. Beide verschenen in The Dial, een krant die door de transcendentalist Margaret Fuller werd geleid. Vier jaar lang, tot het verdwijnen van de krant, bleef Thoreau er teksten voor schrijven. Voor de Franse hoogleraar Michel Granger lijkt dit het punt te zijn waarop Thoreau besefte wat hij echt wilde doen in zijn leven. Hij bevrijdde zich enigszins van het transcendentalisme, werd minder plooibaar, en streefde zijn leermeester Emerson voorbij. Thoreau zag zichzelf in die tijd als iemand die er bewust voor had gekozen om professioneel dichter te zijn, en gedurende een tiental jaren, tussen 1840 en 1850, schreef hij dan ook veel poëzie. Vanwege het uitblijvend succes en de lauwe reacties op zijn geworstel met dichten gaf hij het na die tijd op.
Henry David en John werden in 1839 beiden verliefd op Ellen Devereux Sewell, de 17-jarige dochter van een predikant. Op dat ogenblik was Ellen met haar dagboeken en brieven al een meer ervaren auteur dan de 22-jarige Henry. De Thoreau's kenden het meisje en haar familie overigens al langer. Haar moeder was immers bevriend met Thoreau's tantes en haar tante was, net als haar moeder voordien had gedaan, als kostganger ingetrokken bij de Thoreau's. Veel is er over Henry's enige huwelijksaanzoek niet bekend omdat Ellen Sewell achteraf passages uit haar dagboek verwijderde die ernaar verwezen, en de brief met Henry's huwelijksaanzoek onderging hetzelfde lot. Zij bracht twee weken door bij de familie Thoreau en Henry werd halsoverkop verliefd op haar. In zijn dagboek schreef hij op 25 juli 1839:"There is no remedy for love but to love more". In 1841 deed John haar als eerste een huwelijksaanzoek, en enkele maanden later deed Henry dat ook. Ellen wees beide aanzoeken af omdat haar vader, Edmund Quincy Sewall, predikant van de First Parish Church in Scituate, zich ertegen verzette.
Vanwege Johns verslechterende gezondheid sloot de school van de broers Thoreau in 1841 haar deuren, ook al had ze enig succes. Thoreau verbleef daarna twee jaar bij Emerson in Concord, als leraar van diens zoon Waldo, en werkte als redactionele medewerker en als arbeider-tuinman. Aangemoedigd door Emerson en Fuller bleef hij bijdragen leveren aan The Dial en andere periodieken. Hij bleef ook lezingen geven aan het lyceum van Concord, daardoor nog steeds deelnemend aan de ontwikkeling van het transcendentalisme. Datzelfde jaar maakte hij kennis met de Amerikaanse dichter Nathaniel Hawthorne, die net verhuisd was naar Concord.
De plotselinge dood van zijn broer John, die op 12 januari 1842 bezweek aan tetanus, was een traumatische ervaring voor Henry David. Hoewel hij zelf niet besmet was, ontwikkelde hij een vorm van symptomatische tetanus. Datzelfde jaar publiceerde hij wel Natural History of Massachusetts, deels een boekenkritiek, deels een natuurhistorisch essay. Emerson en Thoreau groeiden op dat ogenblik dichter naar elkaar toe, want het zesjarige zoontje van Emerson stierf aan roodvonk in de periode dat Thoreau zijn broer verloor.
Thoreau verliet Concord in 1843 voor Staten Island in New York, waar hij de begeleider werd van de zonen van William Emerson, de broer van Ralph. Hij genoot er van de lokale flora, die sterk verschilde van die uit de omgeving van zijn dorp, en ontdekte de oceaan en de stad New York. Hoewel hij op den duur heimwee kreeg naar Concord, zou dit verblijf op termijn zijn schrijverscarrière ten goede komen doordat hij kennismaakte met verschillende New Yorkse uitgevers. Een ander voordeel van deze job was dat hij toegang kreeg tot de New York Society Library, waar hij boeken ontdekte over oosterse literatuur - op dat moment in de Verenigde Staten vrij onbekend. Hij ontmoette ook Horace Greeley, oprichter van de New York Tribune, die zijn literair agent werd en hem hielp om zijn werk te publiceren. Op verzoek van Emerson schreef Thoreau in The United States Magazine, and Democratic Review een lang artikel over het boek Paradise to be (re)gained van John Adolphus Etzler, een Duitse ingenieur die naar de Verenigde Staten emigreerde in 1833 om daar een utopische kolonie te stichten. In deze studie van Thoreau is het engagement van zijn latere boeken al aanwezig.
Na een jaar in New York besloot hij naar zijn dorp terug te keren en in het familiebedrijf de productie van potloden op zich te nemen. Thoreau toonde zich een innoverend ondernemer. Hij paste een proces toe waarmee betere potloodstiften konden worden gemaakt, met behulp van klei als bindmiddel voor de grafiet. Het was een techniek uit New Hampshire, in 1821 ontdekt door Thoreau's oom, Charles Dunbar. Later zou Thoreau omschakelen naar de productie van grafiet voor gebruik in zetmachines. Zijn gezondheid leed echter onder het grafietstof. Toen hij later tuberculose kreeg, waren zijn longen al zo erg aangetast dat hij de ziekte niet kon overleven.
In april 1844 veroorzaakte hij met zijn vriend Edward Hoar bij het maken van een vuurtje per ongeluk een brand rond Fairhaven Bay, een baai aan de Sudbury-rivier in Concord. Meer dan 120 hectare brandden af, wat voor de drie betrokken landeigenaars een verlies van tweeduizend dollar betekende. Thoreau en Hoar werden van onvoorzichtigheid en nalatigheid beschuldigd, maar hoewel sommige dorpsbewoners hen gerechtelijk wilden laten vervolgen, slaagde Hoars familie erin dit te voorkomen - waarschijnlijk door de schade te betalen. De dorpelingen noemden Thoreau vanaf toen "That woods-burner". Hij besloot wijselijk voor een tijdje te verdwijnen en ging zijn vader helpen met het bouwen van een nieuw huis voor het gezin. In die tijd had hij het vaak over het kopen of huren van een boerderij, om daar met weinig middelen en in eenzaamheid te leven; ideale omstandigheden voor het schrijven van een boek. Voor Thoreau was het essentieel om de tijd die hij had zorgvuldig te besteden. Dit hield onder meer in dat hij alleen wilde werken om te voorzien in zijn basisbehoeften en niet deelnam aan activiteiten die te veel van zijn kostbare tijd opslorpten - een thema dat hij later ook in het hoofdstuk 'Economy' van Walden zou uitwerken.
Horace Greeley, de uitgever van de New York Tribune droeg enorm bij aan de nationale bekendheid van Thoreau door vanaf 1843 in zijn krant Thoreau's publicaties in The Dial en zijn boeken te bespreken. Hij kondigde ook aan wanneer Thoreau lezingen hield, zag zelf toe op de herdruk van enkele van Thoreau's geschriften, en voerde een vrij agressieve campagne bij uitgevers van tijdschriften in New York en Philadelphia opdat ze zijn essays zouden accepteren. Het was echter vooral Emerson die de grootste invloed op Thoreau uitoefende en hem bleef helpen bij de uitgave van zijn werken. Tussen 1842 en 1844 publiceerde hij veel van Thoreau's vroege gedichten en essays in The Dial, en zette zich persoonlijk in om uitgevers in Boston en New York ervan te overtuigen om Thoreau's Walden, uit te geven.

### Leven en excursies in Walden (1844-1849)

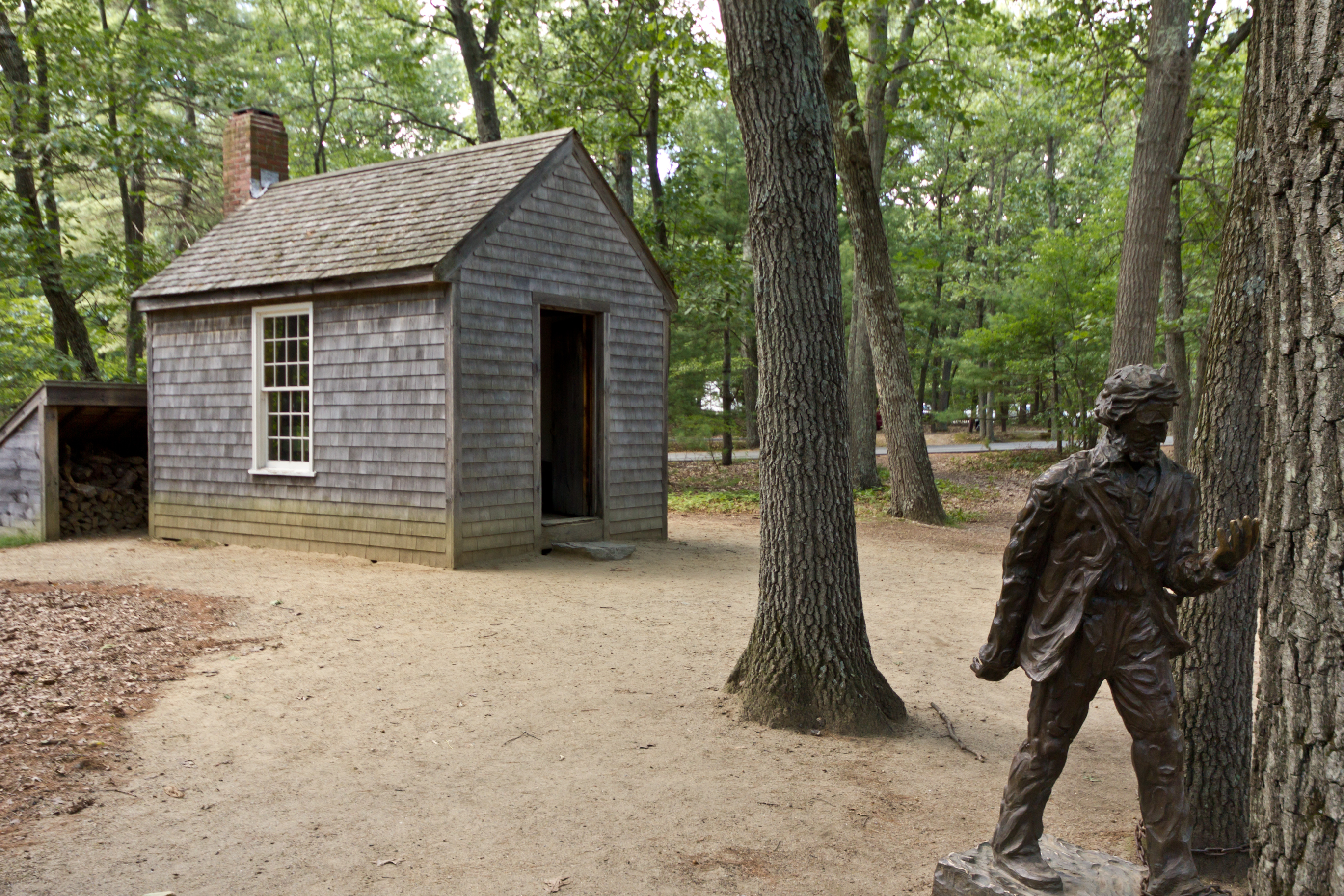
Replica van Thoreau's hut nabij Walden Pond.

In de zomer van 1837 had Thoreau zes weken met zijn Harvard-klasgenoot Charles Stearns Wheeler doorgebracht in een hut die Wheeler bij Flint’s Pond in Lincoln had gebouwd. Volgens wat een andere goede vriend, Ellery Channing, in een brief uit 1883 schreef "for the purpose of economy, for purchasing Greek books and going abroad to study", dus om te sparen voor boeken en een studiereis. Deze vakantie bleef Thoreau bij en later probeerde hij bij Flint’s Pond een stuk grond te kopen om daar zelf een hut op te bouwen, maar de koop ging uiteindelijk niet door.
Eind 1844 kocht Emerson echter grond bij Walden Pond. Hij gaf Thoreau de gelegenheid om er een hut te bouwen en daar in alle rust aan zijn boek te schrijven. In maart 1845 begon Thoreau aan de oever van het meer, op 2,4 km van zijn geboortehuis, met het bouwen van een grenenhouten hut van 3 × 4,5 m. Het was het begin van een ervaring die twee jaar zou duren, en die hij uitvoerig zou behandelen in zijn boek Walden or Life in the Woods. Thoreau beplantte 1 hectare met aardappelen, bonen, tarwe en maïs en begon zijn experiment in zelfvoorziening.
Hij begon ook aan het schrijven van A Week on the Concord and Merrimack Rivers, dat zijn eerste literaire succes zou worden. Thoreau wilde in de bossen een "leven van eenvoud, onafhankelijkheid, grootmoedigheid, en vertrouwen" leiden. De eerste nacht die hij in zijn hut doorbracht, was die van 4 juli 1845, Independence Day. Het was niet zo dat Thoreau alle banden verbrak met de buitenwereld, want hij at regelmatig bij zijn ouders, ging nog vaak op bezoek bij familie en vrienden, en kreeg zelf ook vaak bezoek. Thoreau wilde zijn tijdgenoten vooral tonen dat iemand een actieve relatie met de natuur kon onderhouden die niet gebaseerd was op romantische overwegingen, en verdedigde daarbij een eenvoudig leven als alternatief voor de moderne samenleving.

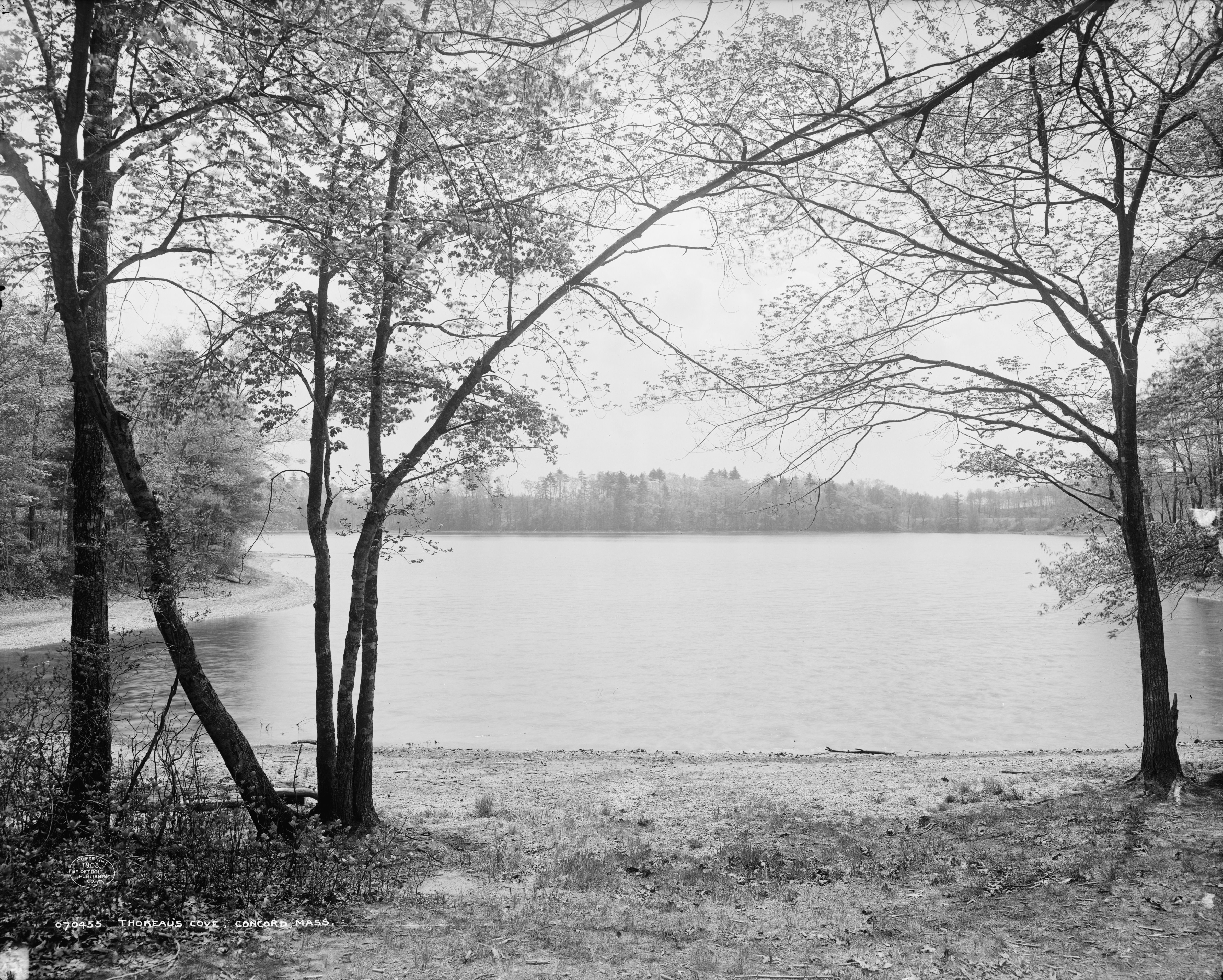
Walden Pond

Die moderne samenleving liet hem echter niet ongemoeid. Eind juli 1846, toen hij al ongeveer een jaar bij Walden Pond verbleef, wilde Thoreau een gat in zijn schoen laten repareren en wandelde op 24 of 25 juli 1846 naar het nabijgelegen Concord. Bij het verlaten van de schoenmaker hield Sam Staples, lokaal belastinginner en agent, hem tegen en eiste dat hij zes jaar achterstallige poll tax betaalde. Thoreau weigerde en Staples was verplicht om hem naar de gevangenis te brengen. Hij bracht een nacht in de gevangenis door, maar werd de volgende dag al vrijgelaten. Niemand weet precies wie tegen Thoreau's wil de achterstallige belastingen in zijn plaats betaalde, maar meestal wordt aangenomen dat het zijn tante Maria Thoreau was. In zijn politiek essay over burgerlijke ongehoorzaamheid Civil Disobedience (1849) legde Thoreau uit dat hij die dag principieel weigerde belasting te betalen aan een regering die slavernij toeliet en de Mexicaans-Amerikaanse Oorlog voerde.
In augustus 1846 verliet Thoreau Walden voor een excursie naar Mount Katahdin in Maine. Over deze tocht zou hij in het eerste hoofdstuk "Ktaadn" van The Maine Woods (1864) vertellen. Thoreau's reizen naar Maine gaven hem de kans om indianen te observeren. Sinds zijn jeugd was hij gefascineerd door hun cultuur. Er waren nog wel indianen in zijn woonplaats Concord, maar het was in Maine dat Thoreau indianen kon observeren die nog steeds tot op zekere hoogte vrij en ongedwongen in de natuur konden leven. Hij liet zich op zijn tochten door de wouden van Maine vergezellen door indiaanse gidsen en stak zo veel op over hun levenswijze en wijsheid. Later zou hij over een van die gidsen, Joe Polis van de Penobscot-stam, in zijn boek The Maine Woods schrijven. Thoreau was ook een enthousiast verzamelaar van pijlpunten en andere artefacten, en verzamelde tijdens zijn onderzoek massa's aantekeningen over de indianen. Hij heeft echter geen tijd gekregen om er een boek over te maken. Dat Thoreau een passie had voor indianen blijkt ook uit de laatste verstaanbare woorden die hij fluisterde voor hij stierf: "moose" en "indian."
Na zijn terugkeer in Walden verwelkomde hij in zijn hut de plaatselijke afdeling van de anti-slavernijbeweging om de vrijmaking van de Antilliaanse slaven te herdenken. Thoreau verliet zijn hut bij Walden Pond op 6 september 1847 voorgoed, en ging weer bij Emerson wonen. Daar bleef hij tot juli 1848. Terwijl Emerson in Engeland rondreisde, zorgde Thoreau tien maanden voor het huis. Hij begon in die periode ook notities over Amerikaanse indianen te maken. Tussen 1847 en 1861 schreef hij ongeveer 3000 pagina's met citaten en observaties. Vervolgens besloot hij om naar het huis van zijn ouders terug te keren om daar te werken en zijn schulden af te betalen. Intussen bleef hij onafgebroken aan zijn manuscript werken. De eerste van zijn lezingen in Concord over zijn verblijf in Walden was getiteld "Geschiedenis van mezelf". Thoreau zou daaraan een aantal elementen ontlenen die het begin van Walden vormden. In januari en februari 1848 gaf hij in het Concord Lyceum de lezing "De rechten en plichten van het individu ten opzichte van de overheid". Amos Bronson Alcott, die deze lezing bijwoonde, geeft in zijn dagboek waardevolle informatie over deze conferenties. Thoreau zou de tekst bewerken voor zijn essay Civil Disobedience dat in mei 1849 werd gepubliceerd door Elizabeth Peabody in haar Aesthetic Papers.
Bij zijn ouders werkte hij samen met zijn vader in het familiebedrijf. Daarnaast deed hij ook landmeetkundige werkzaamheden en verdiende bij met het schilderen van gebouwen. Dagelijks maakte hij een wandeling van ongeveer vier uur. Elk jaar gaf hij colleges in Concord en Boston en (soms) in Maine. Daarnaast publiceerde hij ook essays in enkele tijdschriften van New England. Thoreau was nu praktisch een goeroe geworden en kreeg vaak jonge bewonderaars over de vloer die gefascineerd waren door het verhaal over Walden. Hij voltooide het eerste ontwerp van A Week on the Concord and Merrimack Rivers, een elegie aan zijn broer John, waarin hij hun reis in 1839 naar de White Mountains beschrijft. Omdat hij geen uitgever voor dit werk vond, besloot Thoreau op suggestie van Emerson om het in eigen beheer te publiceren via Emersons uitgever Munroe. Deze deed echter weinig om het boek in de belangstelling te brengen waardoor het slecht verkocht en Thoreau's schulden opliepen. Het leidde ook tot onenigheid tussen de beide oude vrienden.
In 1849 kondigde Thoreau de aanstaande publicatie van Walden aan, waarvan hij reeds drie versies had geredigeerd. Hij ontmoette H.G.O. Blake, een leraar met wie hij veel had gecorrespondeerd. Blake ondersteunde hem in zijn project van het schrijven over zijn verblijf in het bos. Met William Ellery Channing maakte hij een tocht naar Cape Cod. Thoreau beleefde datzelfde jaar weer een droevige periode toen zijn zus Helen stierf aan tuberculose.

### Laatste jaren (1850-1862)

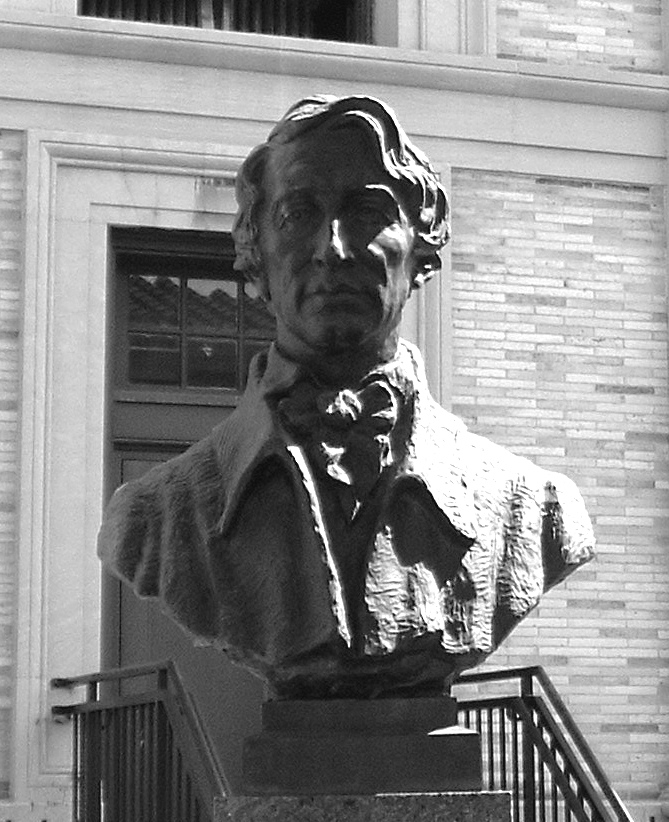
Een buste van Thoreau uit de Hall of Fame for Great Americans van het Bronx Community College

In 1850 verhuisden hij en zijn familie naar 255 Main Street in Concord, waar hij zou blijven wonen tot aan zijn dood. In juli begaf Thoreau zich naar Fire Island om de stoffelijke overblijfselen te repatriëren van zijn vriendin, de transcendentalist Margaret Fuller, die samen met haar echtgenoot en kind was omgekomen bij een schipbreuk. Nadien, van 25 september tot 2 oktober 1850, reisde Thoreau met zijn vriend Channing naar Canada. Zijn verslag van deze reis werd in 1853 onder de titel An Excursion to Canada als serie gepubliceerd in Putnam's Monthly, en daarna in boekvorm in 1866 als A Yankee in Canada, samen met Anti-Slavery and Reform Papers. Thoreau toont zich in dit verslag een passioneel Amerikaans patriot, met een traditionele afkeer voor Groot-Brittannië en een minachting voor de monarchie als een krachteloze instelling. Ondanks de scherpe kritiek die Thoreau bij diverse gelegenheden uitte op de eigen nationale instellingen, blijkt hieruit dat er waarheid zit in Emersons uitspraak over zijn vriend: "No truer American existed than Thoreau."
De Thoreau's waren al lang bekend als voorvechters van het abolitionisme. Zijn moeder en zijn zuster Helen behoorden in 1837 tot de oprichters van de Concord Female Anti-Slavery Society, en betrokken Henry Thoreau vaak in hun activiteiten. De Thoreau's verborgen gevluchte slaven in hun huis, en Henry hielp de weglopers met de aankoop van treinbiljetten, reed ze naar het station, en verpleegde de zieken tot ze weer gezond genoeg waren om te reizen. Het mag dan ook geen verwondering wekken dat hij in 1851 mee protesteerde tegen de slavernijwetten en slaven hielp te ontsnappen naar Canada. Hetzelfde jaar vatte hij veel bewondering op voor het werk van natuuronderzoeker William Bartram, en vooral voor dat van Charles Darwin, van wie hij het boek De reis van de Beagle las. Gefascineerd door natuurlijke historie en boeken over reizen of expedities, begon hij een uitgebreide documentatie aan te leggen over plantkunde. Zijn dagboek staat vol met natuurwaarnemingen, vooral over de flora in de bossen van Concord, en noties van allerlei aard, zoals de tijd die een vrucht nodig heeft om te rijpen, de fluctuerende diepten van Walden Pond, en de data van de vogeltrek. Vanaf 1851 begon hij notities te maken over de voortgang van de seizoenen in Concord. Hiermee wilde hij bepaalde fenomenen zoals het verschijnen van de eerste bloemen van specifieke planten nauwkeurig kunnen voorspellen. Zijn verzamelde gegevens hadden betrekking op meer dan 300 soorten planten en dieren.
In 1852 legde hij de laatste hand aan het manuscript van Walden, dat voor een groot deel tot stand was gekomen met behulp van de notities in zijn dagboek. Daarna werd hij landmeter-expert. Hij werkte intussen ijverig verder aan zijn cahiers met natuurobservaties, met gedetailleerde opmerkingen over het landschap van Concord, een zone met een totale oppervlakte van 67 km². Hij hield ook schriftjes bij die de basis zouden vormen voor zijn werk over natuurlijke historie, waaronder Autumnal Tints, The Succession of Trees, en Wild Apples, een essay over de teloorgang van lokale appelsoorten. In 1853 publiceerde Thoreau het eerste deel van de reisroman A Yankee in Canada, die in zijn definitieve versie gepubliceerd zou worden in 1866. Het familiebedrijf was intussen in moeilijkheden geraakt: de fabricage van potloden werd stopgezet en zijn vader beperkte zich voortaan tot de productie van grafiet. Thoreau was het beu om zich nog langer met de fabriek bezig te houden. Deze zakelijke activiteiten leidden hem te veel af van zijn spirituele bezigheden. Hij ging ook niet in op de uitnodiging van de American Association for the Advancement of Science (Amerikaanse Vereniging voor de Bevordering van de Wetenschap), omdat hij zichzelf niet als wetenschapper beschouwde en elitarisme wantrouwde.
Thoreau gaf op 4 juli 1854 een lezing die leidde tot de essays Slavery in Massachusetts en Life Without Principle. In februari en maart van dat jaar hield hij zich bezig met de zevende versie van Walden en maakte het manuscript klaar voor de uitgever. Hij bracht een bezoek aan Daniel Ricketson, een vroege bewonderaar uit New Bedford, die zich later bij de beweging van het transcendentalisme aansloot. Uitgever Ticknor and Fields publiceerde Walden in augustus 1854. De eerste druk besloeg 2000 exemplaren en werd verkocht voor een dollar. Met 1750 verkochte exemplaren na een jaar was Walden Thoreau's eerste literair succes. De eerste druk zou echter pas in 1859 uitverkocht raken.
Van Thomas Cholmondeley, een jonge Engelsman die Emerson wilde ontmoeten, ontving hij in 1855 44 oosterse boeken. Thoreau was enthousiast. Sinds 1841 had hij dankzij Emerson een nieuwe passie ontwikkeld voor het oriëntalisme en het boeddhisme, maar ook voor de cultuur van de Amerikaanse indianen. Deze boeken brachten hem in contact met nieuwe ideeën over Indiase spiritualiteit. Hij maakte er vertalingen van en publiceerde er fragmenten uit in The Dial. Volgens Thoreau's biograaf Robert D. Richardson kende hij op dat ogenblik (onder meer) reeds de Bhagavad gita en de Vishnu purana, maar andere-Hindoeteksten zoals de Rig Veda en sommige Upanishads waren nieuw voor hem.

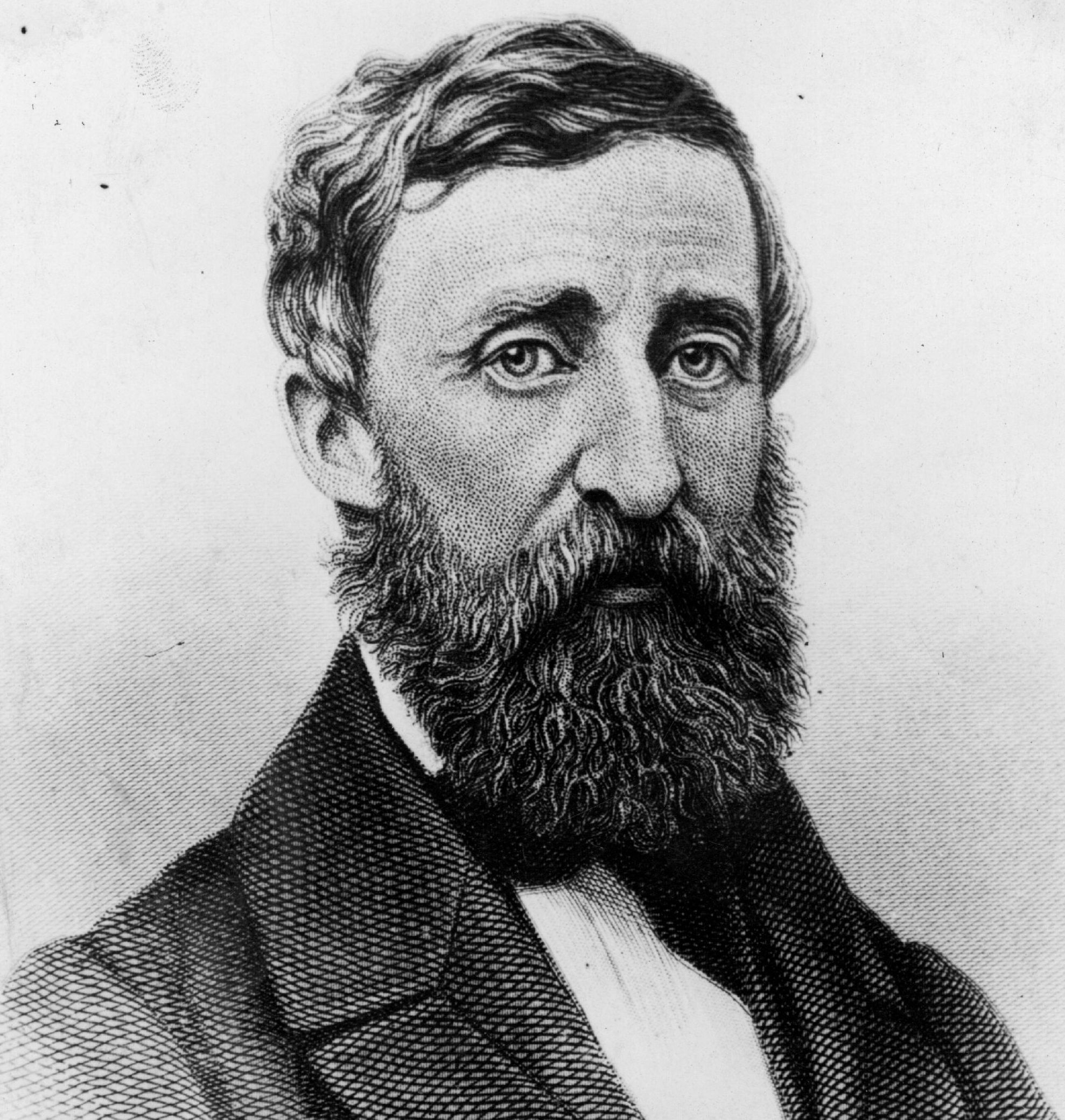
Ambrotype van Henry David Thoreau door E.S. Dunshe, augustus 1861.

Omstreeks 1850 moet er iets zijn gebeurd waardoor Thoreau's vriendschap voor Emerson bekoelde. Ieder zei dat hij verlangde naar een relatie met meer intimiteit en dat de andere dat niet kon leveren. Thoreau vond ook dat Emerson hem te veel betuttelde. Waarom het tot een echte breuk kwam is echter niet met zekerheid bekend. Feit is dat Thoreau vanaf toen meer met anderen begon op te trekken. In 1855 bezocht Thoreau voor de derde keer het schiereiland Cape Cod, waarover hij vervolgens zijn eerste essays publiceerde. In november 1856 vergezelde hij Amos Alcott op een uitstapje naar New York. Hij maakte van de gelegenheid gebruik om in Brooklyn de dichter Walt Whitman op te zoeken. In een brief aan Harrison Blake, gedateerd 19 november, omschreef hij Whitman als "de grootste democraat die de wereld heeft gekend". In 1857 maakte hij zijn vierde reis naar Cape Cod, en begaf zich voor de laatste keer naar Maine, samen met de Indiaanse gids Joe Polis. In Concord ontmoette hij de abolitionist kapitein John Brown, wiens verdediging hij later op zich zou nemen. In 1858 publiceerde The Atlantic Monthly zijn essay Chesuncook als eerbetoon aan de schoonheid van het Chesuncookmeer in Maine. Het zou het tweede deel vormen van The Maine Woods, uitgegeven in 1864.
In 1859 stierf Thoreau's vader. Thoreau nam nu de leiding van de grafietfabricage weer over. Hij schaarde zich achter degenen die John Brown verdedigden nadat deze bij Harpers Ferry gevangengenomen was na een mislukte aanval op een wapenarsenaal. Thoreau's verontwaardiging leidde tot een reeks lezingen, getiteld Het martelaarschap van John Brown. Op 2 december 1859, de dag van John Browns terechtstelling, hield Thoreau een lofrede op de abolitionist tijdens een dienst in Boston, en later in Worcester. De tekst nam hij datzelfde jaar op in A Plea for Captain John Brown. Thoreau leverde daarin scherpe kritiek op abolitionisten die John Brown waren afgevallen na zijn raid bij Harpers Ferry.
De tuberculose die hij in 1835 had opgelopen stak weer de kop op in 1859 toen hij na een nachtelijke tocht waarin hij tijdens een storm de groeiringen van omgevallen bomen ging tellen, last kreeg van bronchitis. Zijn gezondheid verslechterde de volgende drie jaar, ondanks korte perioden van beterschap. Thoreau voelde zijn einde naderen en bracht de laatste jaren van zijn leven door met het herzien en bewerken van zijn ongepubliceerde werken, waaronder The Maine Woods en Excursions. Hij benaderde ook uitgevers met het verzoek om A Week on the Concord and Merrimack Rivers en Walden opnieuw uit te geven. In juli 1860 rolde The Last Days of John Brown van de drukpers. Hij maakte met zijn vriend William Ellery Channing zijn laatste reis, naar Mount Monadnock in New Hampshire. In deze periode gaf hij colleges over de groei van bomen in onherbergzame gebieden, wat ook het onderwerp werd van zijn boek The Succession of Trees. In dit pionierswerk over ecologie betoogt Thoreau dat sinds het ontstaan van de wereld, leven werd gebracht door zaaddragende winden, mineraalvervoerende stromen en bodemverrijkende branden in tot dan onvruchtbare gebieden.

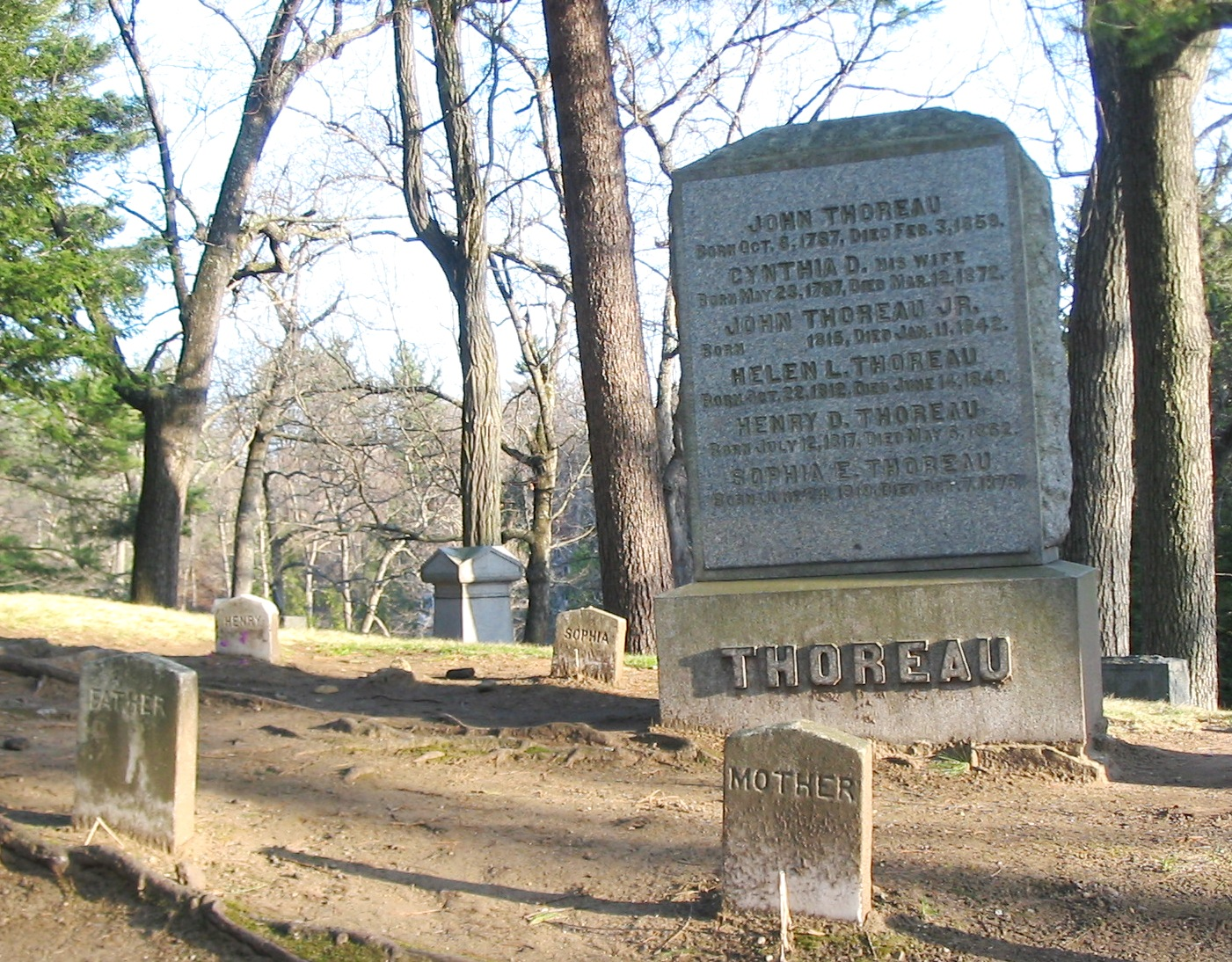
Graf van Thoreau op het kerkhof van Sleepy Hollow. De kleine grafstenen, van links naar rechts, zijn van John Thoreau (de vader van Henry David), Henry zelf, Sophia, zijn moeder Cynthia. Niet zichtbaar zijn die van zijn broer en zuster John en Helen.

In december verergerde Thoreau's toestand. Van mei tot juli 1861 reisde hij met de botanicus Horace Mann jr. in Minnesota rond. Hij bezocht ook de Grote Meren en de watervallen van Niagara, en verder Detroit, Chicago, Milwaukee, St. Paul en Mackinac Island. Zijn essay Walking werd in 1862 in de The Atlantic Monthly gepubliceerd. Bij zijn terugkeer in Concord was Thoreau zeer verzwakt, maar niettemin besloot hij om, met de hulp van zijn zus Sophia, zijn manuscripten klaar te maken voor publicatie. Op den duur kon hij zich niet meer bewegen en moest hij noodgedwongen het bed houden. Hij besteedde veel tijd aan het schrijven van brieven en om zijn dagboek aan te vullen, totdat hij te zwak was om te schrijven. Zijn vrienden schrokken van zijn verschijning, en waren onder de indruk van zijn rustige aanvaarding van de dood. Toen zijn tante Louisa hem in de laatste weken van zijn leven vroeg of hij vrede had gesloten met God, antwoordde Thoreau laconiek: "Ik wist niet dat ik met Hem een geschil had."
Thoreau overleed op 6 mei 1862 in Concord. Hij was 44 jaar geworden en was zijn hele leven vrijgezel gebleven. Op 9 mei werd hij ter aarde besteld. Ralph Waldo Emerson sprak de begrafenisrede uit, waarin hij over Thoreau zei: "Bij het horen van een bewering, leek het alsof een instinct hem telkens aanspoorde om die meteen te willen weerleggen." Thoreau's stoffelijk overschot was aanvankelijk bijgezet in de grafkelder van de Dunbars, zijn moeders familie, maar later werden de stoffelijke overschotten van Thoreau en zijn directe familie overgebracht naar het kerkhof van Sleepy Hollow in Concord.
Het grootste deel van Thoreau's werken werd postuum uitgegeven, waaronder The Maine Woods (1864) en Cape Cod (1865), een boek waarvan hij slechts vier hoofdstukken heeft kunnen voltooien. In 1894 verschenen elf boekdelen met zijn geschriften, uitgegeven door Riverside Publishing, en daarna, in 1906, The Writings of Henry David Thoreau bij Cambridge, Houghton Mifflin. Deze uitgave, nog steeds het standaardwerk over Thoreau's geschriften, bestaat uit 20 delen en is in 1982 herdrukt.

## Thoreau's plaats binnen de filosofie
Dat Thoreau invloed onderging van het transcendentalisme betekent niet dat hij zonder meer geclassificeerd kan worden als New England-transcendentalist. Het label past niet echt, wanneer hij wordt vergeleken met figuren als Orestes Brownson, Margaret Fuller en Amos Bronson Alcott. Zo dachten zijn tijdgenoten er blijkbaar ook over, want een in de late 19e eeuw verschenen geschiedenis van het transcendentalisme in New England vermeldt Thoreau slechts één keer. Thoreau's filosofie onderscheidt zich ook op verschillende punten van het geloof van de leden van deze groep. Zo hechtten transcendentalisten vooral waarde aan een of andere versie van het christendom en hadden zij een dualistisch begrip van geest en materie, waardoor ze - in tegenstelling tot Thoreau - zintuiglijke ervaring onbetrouwbaar vonden.
Thoreau bestudeerde Kant, Fichte en Schelling, en mogelijk ook Schopenhauer. Hij plaatst zich dus eerder in de traditie van de kantianen, en kan een soort "transcendentale idealist" genoemd worden.
Thoreau was een geletterd en enthousiast classicus, wiens studie van oude Griekse en Romeinse auteurs hem ervan overtuigde dat filosofie een geleefde praktijk diende te zijn. Hiermee sloot hij aan bij andere negentiende-eeuwse denkers, zoals Kierkegaard en Nietzsche, die eveneens wezen op de beperkingen van de (te) abstracte filosofie van de vroegmoderne tijd. Met Schopenhauer heeft hij gemeen dat hij aanzienlijk werd beïnvloed door het oude Chinese en Indiase denken.

## Thoreau's thema's

### Behoud van het milieu
Thoreau was een voorloper van de milieubeweging. Hij was zich ervan bewust dat het milieu moest worden behouden. Pas dan kon de mensheid volgens hem uiteindelijk echte vooruitgang te boeken. Thoreau onderzocht destijds al mogelijke bronnen van energie, zoals golfslag-, zonne- en windenergie. Hij pleitte voor een rationeel gebruik van natuurlijke bronnen en voor de bescherming van fauna en flora. Thoreau was ook gepassioneerd door de ecologie van het zaad en ontdekte met zorgvuldige observatie dat eekhoorns die zaden wegdroegen significant bijdroegen aan de hernieuwing van het bos. Met name uit de lezingen die hij gaf over de groei van bomen in onherbergzame gebieden komt de milieuactivist avant la lettre naar voren. Thoreau werd zo een bron van inspiratie en referentie voor de huidige milieubeweging. Ook de nauwkeurige notities die hij in zijn dagboeken maakte worden nu met belangstelling geraadpleegd door natuuronderzoekers. Zo werden zijn waarnemingen over vogeltrek aan de Universiteit van Boston gebruikt om het effect van klimaatveranderingen op de aankomst van vogels in Concord te bestuderen in de periode tussen 1851 en 2007.
Moderne onderzoekers vinden in het Amerikaanse transcendentalisme van Emerson en Thoreau ideeën die vooruitlopen op de diepe ecologie, zoals ontwikkeld door de 20e-eeuwse Noorse filosoof Arne Næss in het begin van de jaren 70. Ook bij Emerson en Thoreau wordt immers ecocentrisme tegenover antropocentrisme gesteld: niet de mens, maar de natuur en harmonisch samengaan van beide moet centraal staan. Thoreau's opvattingen over mens en natuur inspireerden ook latere natuurwetenschappers. Zo schreven 'naturalisten' als John Burroughs en John Muir op gelijkaardige manier over de harmonische co-existentie met de natuur. De problematische manier waarop de mens gebruikmaakt van de natuur, een belangrijk thema bij Thoreau, vindt men ook terug bij Lewis Mumford, iemand die de effecten van de technologie en de verstedelijking bestudeerde en ijverde voor natuurbehoud.

### Ethiek en natuur
De relatie tussen ethiek en natuur doorkruist het hele werk van Thoreau. Hij blijft erop wijzen dat het onderscheid tussen mens en natuur gebaseerd is op vooroordelen, benadrukt de therapeutische werking van de natuur en voelt zich er zelf innig mee verbonden. Die intieme relatie met de natuur helpt hem om vleselijke en materiële verleidingen te weerstaan teneinde een meer spiritueel bestaan te kunnen leiden, een belangrijk credo van het transcendentalisme.

### Evolutie
Niemand behalve misschien Asa Gray las Darwins Origin of Species (1859) zo grondig als Thoreau. Hij was getroffen door Darwins idee dat de strijd om het bestaan de motor achter het ontstaan van soorten was. Dat ondermijnde de transcendentalistische aanname dat de natuur in essentie goed was. Dieren moeten elkaar opeten om te overleven. Dat idee verstoort de harmonie en rust die Thoreau in de natuur vond. Maar hij kon het nu ook in een grotere filosofische context plaatsen. Organismen in de natuur hebben een overmatige voortplantingspotentie zodat zelfs grote aantallen die ten prooi vallen aan roofdieren hun soort niet uitroeit. Thoreau vond in Darwins werk een onderwerp dat al langer zijn interesse had: verspreiding van plantenzaden en geografische verspreiding van soorten over de aarde in het algemeen. Dit alles gaf hem het gevoel dat hij op het punt stond de diepere wetten van het leven op aarde te ontdekken. Hij besefte net als Darwin dat hij daarvoor systematisch eindeloos veel data moest verzamelen en ordenen.

### Eenzaamheid en verwondering
Vaak beschuldigd van misantropie, pleitte Thoreau voor een naïeve levensstijl waarbij het individu vooral naar zichzelf luistert. Dat neemt niet weg dat hij ook als kluizenaar met empathie de filantropische pleitbezorger werd voor de lijdende mensheid. Een goed voorbeeld hiervan is zijn inzet voor het abolitionisme, waarbij hij zelfs zover ging om slaven te helpen naar Canada te ontsnappen. Hij zocht vrijwillig de eenzaamheid van Walden Pond op, nadat hij per ongeluk een bosbrand had veroorzaakt. Mogelijk bracht het daaruit volgend conflict met de andere dorpsbewoners hem ertoe meer het 'gezelschap' van de natuur op te zoeken. Die eenzaamheid stelde hem in staat om zich in verwondering over te geven aan de studie van de natuur uit eerste hand. Thoreau bleef ook heel zijn leven vrijgezel.

### Kritiek op de economie en de industriële samenleving
Kort na zijn ervaring met Walden publiceerde Thoreau de tekst van een lezing over "het verspilde leven", die in 1854 als essay werd uitgegeven onder de titel Life without Principle (Leven zonder principe). In deze tekst uit hij sterke kritiek op de toenmalige economie en industriële samenleving. Tegenover de staatsopvattingen stelt hij de ethische waarden van het (filosofisch) individualisme. Hij formuleert dit in Civil Disobedience als volgt: "Ik denk dat we in de eerste plaats mensen moeten zijn, en pas dan onderdanen." Wat betreft de staatsinmenging en de inbreuk op privacy ziet hij maar twee oplossingen: burgerlijke ongehoorzaamheid aan de ene kant, en het gebruik van geweld aan de andere kant. Vanwege dergelijke uitspraken werd Thoreau ervan verdacht een anarchist te zijn.

## Oeuvre

### Belangrijkste geschriften
Het oeuvre van Thoreau kan worden onderverdeeld in twee groepen: politiek-morele werken enerzijds, en reisverhalen met naturalistische tendensen anderzijds. Thoreau's vier belangrijkste werken zijn:

#### Walden

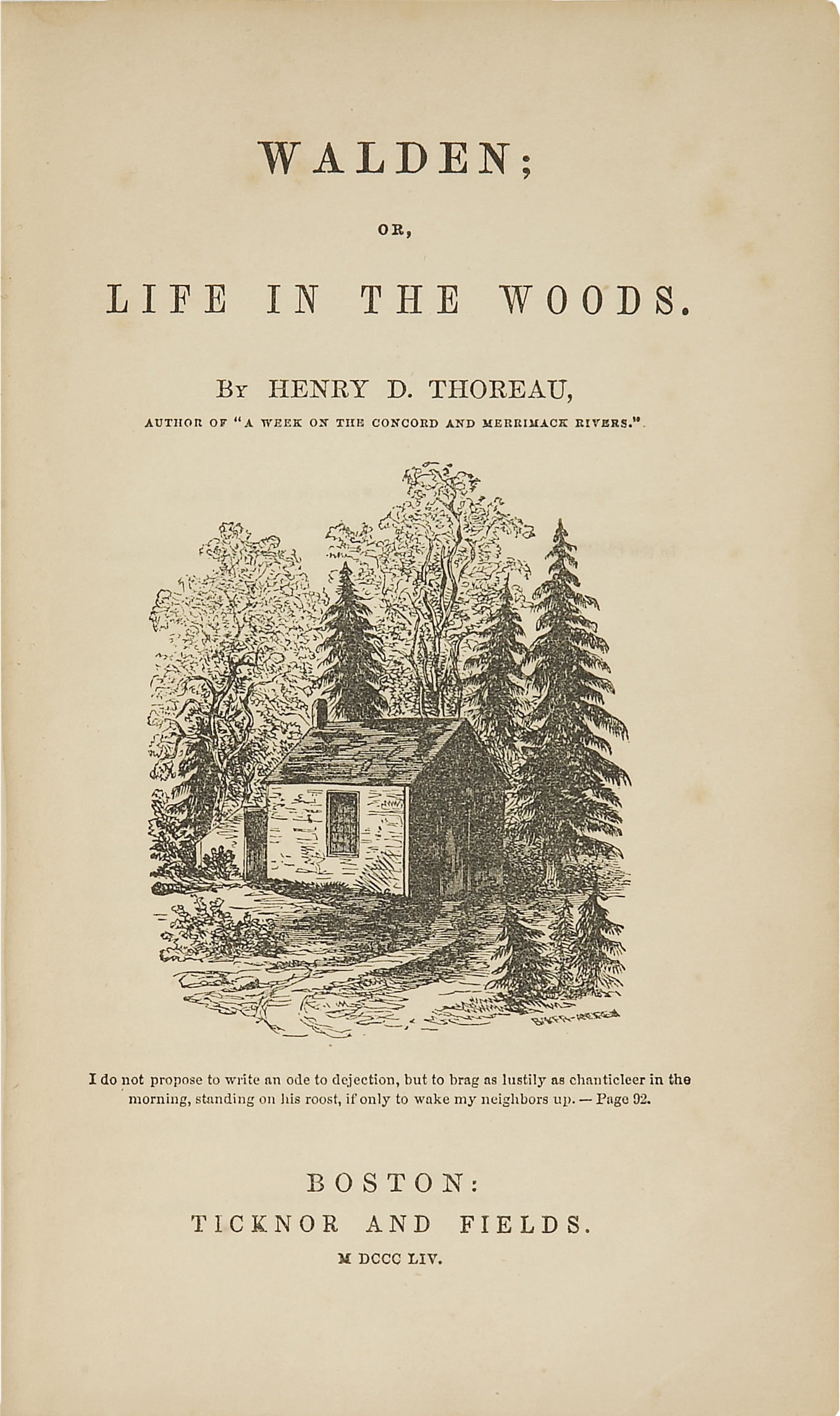
Titelpagina van Walden, or Life in the Woods, uitgave Ticknor and Fields (1854).

Walden or Life in the Woods, vaak afgekort als Walden, is het belangrijkste werk van Thoreau, dat al die tijd ook het bekendst bleef bij het publiek. Het is noch een roman, noch een echte autobiografie. Walden is een unieke mix van natuurwaarneming, sociale kritiek en filosofische inzichten.
Eind 1844 kocht de filosoof Ralph Waldo Emerson, Thoreau's vriend en mentor, land rond Walden Pond, een meertje in Concord, Massachusetts. Thoreau mocht er gebruik van maken. Hij wilde een plek om rustig te kunnen schrijven, maar dat betekende niet dat hij daar als een kluizenaar ging leven. In zijn hutje ontving hij heel wat vrienden, onder wie William Ellery Channing, die bij hem verbleef in het najaar van 1845, en daarnaast speelde hij gastheer voor fans die hem opzochten. Volgens sommigen ging Thoreau op retraite bij Walden Pond, omdat hij na het incident met de bosbrand een tijdje wilde verdwijnen uit zijn geboortestad Concord. Een andere drijfveer was eerder van historische aard: hij wilde zijn verblijfplaats brengen in de staat waarin ze drie eeuwen geleden was "vóór de komst van de mens op Amerikaanse bodem." Thoreau weigerde een leven te leiden zoals de gewone dorpelingen die met dagelijkse routine te veel van hun vrijheid inleverden. Thoreau kende Walden Pond ook al van jongs af aan en hij vond het een mysterieuze plek. Ze was voor zijn doel voldoende afgeschermd van de buitenwereld ("Walled-in" noemde hij het zelf), terwijl ze hem toch het gevoel van de wilde natuur bood. Hoewel Thoreau niet romantisch is, schrijft hij over die natuur met romantische personificatie: wanneer de dennennaalden uitzetten tijdens een regenbui, doen ze dat uit sympathie voor de nieuwe bewoner: "Every little pine needle expanded and swelled with sympathy and befriended me".

#### Civil Disobedience
Pas in 1849, in Resistance to Civil Government, dat na Thoreau's dood de titel Civil Desobedience  (Burgerlijke ongehoorzaamheid) kreeg, schrijft Thoreau over zijn politieke en ideologische standpunten. Als uitgangspunt neemt hij zijn kort gevangenisverblijf, nadat hij geweigerd had om belasting te betalen. In het boek verdedigt hij passief verzet als middel van protest. Volgens Thoreau is het zijn plicht als individu om op elk moment te doen wat hij het juiste vindt ("The only obligation which I have a right to assume is to do at any time what I think right..."). Hij kondigt zijn weigering aan om de Amerikaanse regering te steunen, die tegen alle mensenrechten en tegen elke moraal in, slavernij tolereert en een veroveringsoorlog voert in Mexico. Het essay had een grote invloed op de twee grote persoonlijkheden die thans met geweldloosheid worden geassocieerd: Mahatma Gandhi en Martin Luther King, en het inspireerde in de Tweede Wereldoorlog bijvoorbeeld ook het verzet van de Denen tegen de Duitse bezetter.

#### The Maine Woodsen andere reisverhalen
In The Maine Woods (De bossen van Maine) verzamelde Henry David Thoreau verslagen van reizen die hij in 1846, 1853 en 1857 in de bossen van het noordoostelijk deel van de Verenigde Staten had gemaakt. Hij beschrijft Mount Katahdin op een romantische manier en bestudeert de levenswijze van pioniers en indianen. Uit deze geschriften blijkt dat Thoreau beschikt over een degelijke natuurwetenschappelijke en botanische kennis, ook al is zijn visie op de natuur vaak gepersonifieerd en geïdealiseerd. Zijn activiteit als natuuronderzoeker nam de laatste tien jaar van zijn leven het grootste deel van zijn tijd in beslag. In de bijlage van The Maine Woods neemt Thoreau een lijst op met namen van planten, bomen en vogels, en woorden uit de Algonquin-taal.
De collectie Wild Apples and Other Natural History Essays is een moderne uitgave van de verschillende essays die Thoreau gedurende twintig jaar aan de natuur wijdde. Onder de titel Excursons (1962) werd erin opgenomen: Natural History of Massachusetts, A Walk to Wachusett, A Winter Walk, Walking, The Succession of Forest Trees, Autumnal Tints, Wild Apples en Night and Moonlight. Thoreau ontpopt zich hierin als een echte wetenschapper, die een zorgvuldige studie maakt van natuurlijke fenomenen.
Cape Cod ten slotte, postuum gepubliceerd in 1865, bevat levendige impressies en studies van flora en fauna van het schiereiland waar Thoreau drie keer naartoe trok. Het lukte Thoreau slechts om de vier eerste hoofdstukken gepubliceerd te krijgen.
Aan deze teksten kunnen dan nog de pagina's met natuurobservaties uit zijn dagboek toegevoegd worden, waaraan hij nauwgezet werkte vanaf de vroege jaren 1850.

#### Dagboek
Aan zijn Dagboek werkte Thoreau meer dan 20 jaar, van 22 oktober 1837 tot 3 november 1861. Hij was het begonnen op aanraden van zijn vriend Emerson. Uiteindelijk omvatte het 14 delen. Thoreau, die zijn dagboek omschreef als "a calendar of the ebbs and flows of the soul" (een getijdenkalender van de ziel) gebruikte het voor aantekeningen, gedichten, rekeningen, stemmingen, plantenstudie, morele en politieke overwegingen, kortom alles waarmee hij zijn latere werken kon voeden.

## Receptie en kritiek
Hoewel zijn geschriften later veel bijval zouden krijgen, werden Thoreau's ideeën niet door al zijn tijdgenoten in literaire kringen gunstig beoordeeld. Zo vond de Schotse schrijver Robert Louis Stevenson Thoreau's verzuchting om in eenzaamheid en eenvoud buiten de moderne samenleving te leven een teken van zwakheid en verwijfdheid, iets voor een genotzuchtige klaploper. Nathaniel Hawthorne was ook kritisch over Thoreau, en schreef dat hij alle normale vormen van leven afwees en in plaats daarvan ervoor koos om als een indiaan tussen beschaafde mensen te leven. In dezelfde geest verfoeide dichter John Greenleaf Whittier wat hij beschouwde als de "goddeloze" en "heidense" boodschap van Walden. Hij had het over Thoreau's wilde man die "zich verlaagde tot het niveau van een bosmarmot en op vier poten liep".
Zelfs zijn beste vriend Emerson sprak zich niet erg gunstig uit over Thoreau's poëzie. In het voorwoord van Excursions merkt hij op dat het Thoreau, hoewel hij toegang had tot de spirituele bronnen van de poëzie, aan "lyrisch gemak" en technische vaardigheid ontbrak om een goede dichter te zijn. Veel critici vonden zijn verzen te ruw, met te weinig dichterlijk raffinement, en zijn tijdgenoten verkozen zijn poëtisch proza boven zijn 'prozaïsche' verzen. Thoreau nam dit ter harte en stopte al vroeg in zijn literaire carrière met het schrijven van poëzie, waarschijnlijk nog het meest ontmoedigd door de reacties van Emerson en Magaret Fuller. Enkele van zijn betere gedichten koos Thoreau later wel uit voor een herziene publicatie in 1862. Daaronder bevinden zich "Smoke", "Haze" en "Each More Melodious Note I Hear", die ook door moderne critici gewaardeerd worden.
Essays over Thoreau, geschreven door Lowell en Emerson, en na zijn dood gepubliceerd, benadrukten zijn ascetische, spartaanse kwaliteiten zonder veel aandacht te besteden aan zijn filosofische bijdragen. Omdat Thoreau als sociaal filosoof niet langer serieus werd genomen, begonnen zijn vrienden zijn belang voor de natuurstudie te beklemtonen. Zo gaf Channing Thoreau's The Poet-Naturalist uit (1873), en een van Thoreau's volgelingen, H.G.O. Blake, die zijn dagboeken geërfd had van Thoreau's zuster Sophia, publiceerde Early spring in Massachusetts (1881), Summer (1884), Winter (1887) en Autumn (1892). In de 19e eeuw bleef Thoreau in het algemeen echter ondergewaardeerd en werd hij vaak gezien als een minder begaafde imitator van Emerson. Slechts vanaf de jaren negentig van de 19e eeuw begon men hem na kritische evaluatie van zijn geschriften te waarderen om zijn literaire verdiensten. Bijzonder belangrijk in dat opzicht was de biografie die de socialist Henry Salt in 1890 over hem publiceerde, want dit herstelde Thoreau's reputatie als sociaal filosoof binnen de kringen van de Fabian Society en de leden van de Labour Party. Vanaf de 20e eeuw beschouwt men Thoreau als een van de belangrijkste 19e-eeuwse Amerikaanse schrijvers.
Thoreau wordt soms aangehaald als een anarchist. Emma Goldman noemt hem zelfs "'the greatest American Anarchist", hoewel Civil Disobedience eerder lijkt aan te sturen op verbetering dan op afschaffing van de overheid: "I ask for, not at once no government, but at once a better government" (Ik vraag niet om meteen de overheid af te schaffen, maar om meteen een betere overheid te hebben). Toch lijkt Thoreau een anarchistisch standpunt in te nemen wanneer hij zegt: "That government is best which governs not at all; and when men are prepared for it, that will be the kind of government which they will have." (Die regering is de beste, die helemaal niet regeert, dat zal de soort regering zijn die de mensen zullen hebben als ze er klaar voor zijn.") Die dubbelzinnigheid van Civil Disobedience zet de deur open voor allerlei tegenstrijdige interpretaties.
Wat bij de moderne lezer mogelijk verbazing wekt, is dat tijdens zijn leven niet Walden zijn meest gelezen werk was, maar wel Slavery in Massachusetts en A Plea for Captain Brown.

## Thoreau's inspiratiebronnen

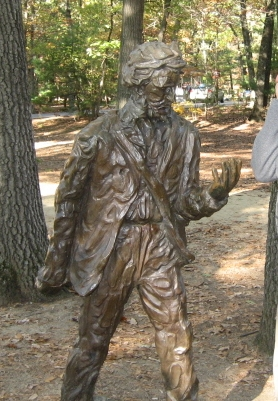
Gedenkteken voor Thoreau aan Walden Pond, nabij de plaats waar zijn hut stond

Behalve door het transcendentalisme werd Thoreau ook beïnvloed door het boeddhisme en het hindoeïsme (met name door de Bhagavad gita). Dat Walden net als de Bhagavad gita opgebouwd is in 18 hoofdstukken, berust mogelijk niet op toeval. In Walden refereert Thoreau vaak aan de Griekse -, Romeinse - en Noordse mythologie. Zoals Stanley Cavell aantoont, citeert Thoreau ook veel uit de evangeliën. Zijn theorieën zijn ook verwant met die van de stoa en met het cynisme. Voor James Russell Lowell, die redacteur van The Atlantic Monthly was in de tijd dat Thoreau probeerde gepubliceerd te worden, ging die vergelijking niet helemaal op: "Zijn leven in een hut was een onmogelijkheid, voor zover het zijn eigen opvatting erover betreft: als volledige onafhankelijkheid van de mensheid. De kuip van Diogenes had een gezondere bodem." Volgens Michel Granger, auteur van Henry David Thoreau: Paradoxes d'excentrique, is Thoreau's denken schatplichtig aan twee grote stromingen: het Europese humanisme aan de ene kant en het Amerikaanse puritanisme aan de andere kant. Ook raakte hij doordrongen van de calvinistische theologie, waarmee hij kennismaakte aan de Harvard-universiteit.

## Thoreau's invloed

### Thoreau, de mythe
Thoreau is nog steeds een van de bekendste en meest gelezen Amerikaanse auteurs, getuige de vele herdrukken van zijn boeken in het Engels en in andere talen. Zijn Walden is zo goed als verplichte lectuur in de Amerikaanse colleges, en over zijn leven en werk verschijnen regelmatig nieuwe publicaties. Thoreau werd nog tijdens zijn leven een mythe. Hij werkte daar zelf sterk aan mee door de manier waarop hij zichzelf in zijn werk portretteerde. Stilaan begint het toch te dagen dat Thoreau andere kanten had, en dat deze mythe mogelijk een wat eenzijdig beeld van hem geeft. Van August Vermeylen verscheen in 1951 een kritische schets uit 1903 van Henry David Thoreau die de mythe doorprikte van de onversaagde pionier die zich terugtrok in de wildernis.  Ook in andere publicaties wordt de man achter de mythe gezocht. Zo verscheen in 2009 The Thoreau You Don't Know van Robert Sullivan, waarin Thoreau niet langer als een eenzame zonderling wordt opgevoerd, maar als een man die graag met vrienden omging, danste en zong.

### Literaire invloed
Thoreau's verslag van zijn retraite bij Walden Pond inspireerde veel mensen om ook hun leven te vereenvoudigen en dichter bij de natuur te gaan leven:
Annie Dillard, bijvoorbeeld, bracht een jaar door in een kleine hut bij Tinker Creek in West Virginia. Ze beschreef haar ervaringen in Pilgrim at Tinker Creek, dat in 1975 een Pulitzerprijs won. Een andere hedendaagse schrijfster, Anne Morrow Lindbergh, beantwoordde ook Thoreau's oproep tot een eenvoudig leven. In The Gift from the Sea (1955) zegt zij: "I mean to live a simple life, to choose an ample shell I can carry easily—like the hermit crab" (Ik wil een simpel leven leiden, een ruim zittende schelp kiezen die ik gemakkelijk kan dragen als een heremietkreeft.)
In het Nederlands taalgebied sloegen Thoreau's ideeën aan bij schrijver Frederik van Eeden, die in 1898 de kolonie Walden bij Bussum oprichtte om zijn ideale commune te verwezenlijken. Er zijn ook parallellen te trekken tussen Felix Timmermans' roman Pallieter en Thoreau's Walden, omdat Timmermans dezelfde ervaringen beschrijft als Thoreau in zijn dagboek had gedaan, en de beide werken zijn opgebouwd rond de wisseling van de seizoenen. Reeds in 1902 verscheen een Nederlandse vertaling van Walden, van de hand van Suze de Jongh van Damwoude: H.D. Thoreau, Walden, met een voorwoord van Frederik van Eeden.
Enkele voorbeelden van andere bekende schrijvers die Thoreau's invloed ondergingen zijn Edward Abbey (bijgenaamd "the Thoreau of the American West") en Willa Cather met haar romans over de Amerikaanse frontier. Sommige Thoreau-onderzoekers vinden zijn invloed ook terug bij William Butler Yeats, Marcel Proust, Lev Tolstoj en vele anderen. In Yeats' gedicht The Lake Isle of Innisfree hanteert de dichter bijvoorbeeld beelden, metaforen en ideeën die vergelijkbaar zijn met Thoreau's wijze van uitdrukking.

### Beeldende kunst

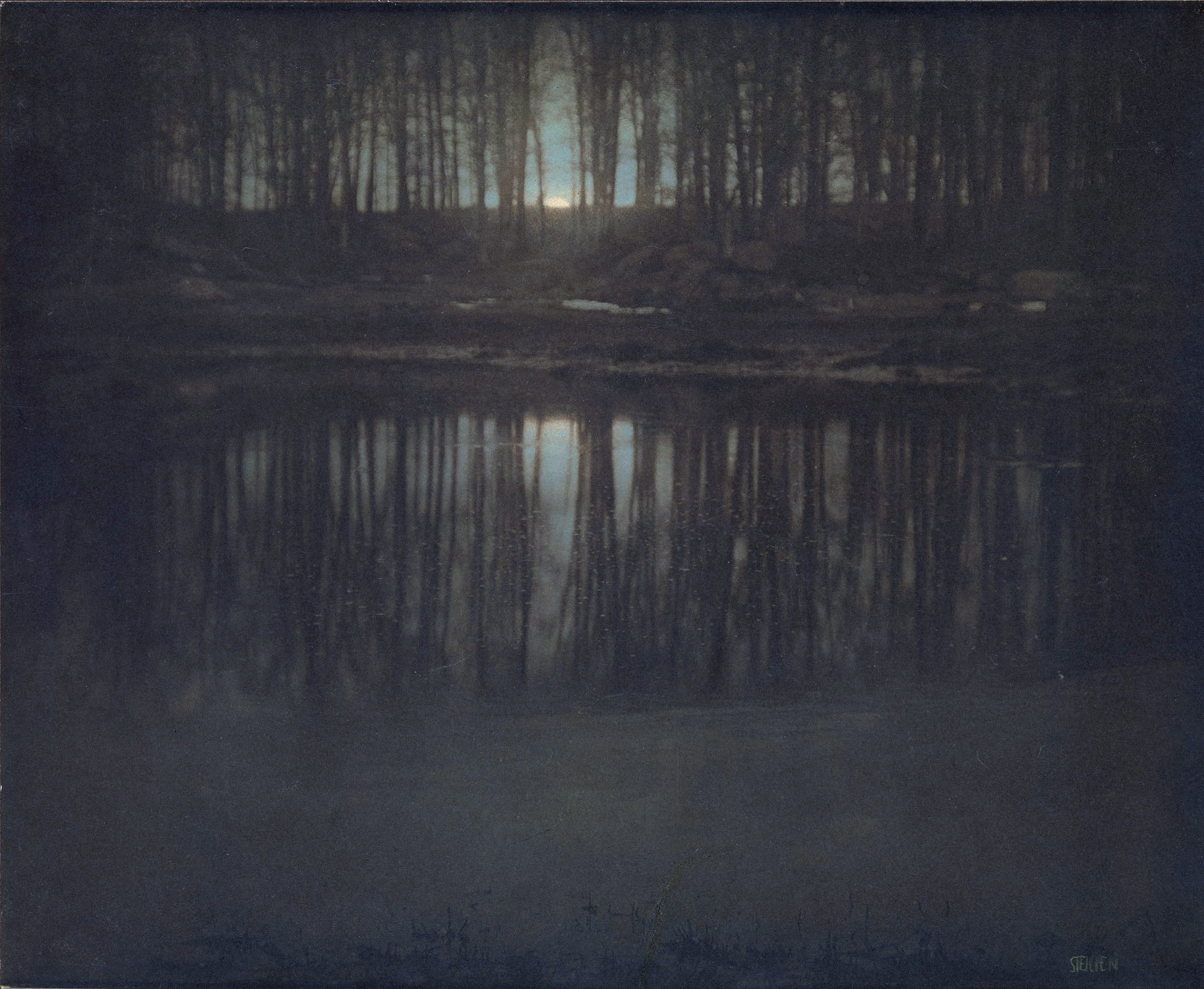
Edward Steichen: Vijver bij maanlicht, 1904

Vooral landschapschilders, die in hun taferelen "het sublieme" wilden uitdrukken, werden geïnspireerd door Thoreau's pantheïstische visie op de natuur. Daarnaast waren er nog tal van illustrators en fotografen die Thoreau's werk waardeerden en erdoor beïnvloed werden. Een van de bekendste landschapschilders die er een gelijkaardige pantheïstische visie op na hielden, was Charles Burchfield (1893-1967). Een ander voorbeeld is Marsden Hartley (1877-1943), een modernistisch schilder van taferelen uit de Maine Woods, die zelfs een pelgrimage naar Mount Kathadin ondernam en daar enkele van zijn beste werken over maakte. Ook de Amerikaanse fotograaf Edward Steichen (1879-1973) had een passie voor Thoreau: voor een uitgave in beperkte oplage van Walden die in 1934 verscheen maakte hij gedurende twee jaar uitstappen naar Concord, wat een reeks sfeervolle en artistieke foto’s van Walden Pond opleverde. Steichens werk droeg op die manier bij aan de aanvaarding van fotografie als echte kunstvorm.

### Politiek-sociale invloed
Niet alleen op literair en artistiek, maar vooral op politiek-sociaal gebied had Thoreau veel invloed:
In 1906 adapteerde Gandhi Thoreau's ideeën over burgerlijke ongehoorzaamheid als de kern van zijn campagne voor Indiase onafhankelijkheid van het Britse Rijk. In 1955 besloot Martin Luther King, naar eigen zeggen geïnspireerd door Thoreau's ideeën over burgerlijke ongehoorzaamheid, om de Montgomery-busboycot te leiden. Daaruit kwam de burgerrechtenbeweging van de jaren 1960 voort. Het Salvadoraanse volk zette Thoreau's ideeën over burgerlijke ongehoorzaamheid om in sit-ins aan universiteiten en bezetting van overheidskantoren, fabrieken en haciëndas om hun burgerrechten te verkrijgen. Tegenstanders van de Vietnamoorlog pasten Thoreau's ideeën over burgerlijke ongehoorzaamheid toe toen ze oproepingsbrieven voor het leger verbrandden en vreedzaam manifesteerden. In de jaren 1980 leidde Nelson Mandela de Zuid-Afrikaanse anti-apartheidsbeweging met Thoreau's "Civil Disobedience" als blauwdruk.
De thema's die Thoreau aansnijdt (bijvoorbeeld milieuzorg, anders gaan leven, de verhouding burger en overheid) zijn nog steeds actueel. Net als de mensen nu leefde hij in een tijd van onzekerheid over werk, faillissementen en snelle technologische veranderingen. De drukte van de moderne samenleving en het verlangen naar een eenvoudiger leven maakt het lezen van Thoreau voor zijn lezerspubliek een verademing, en zijn verzuchting naar een betere, schonere wereld en een rechtvaardige samenleving deelt hij ook met de mens van nu. Thoreau blijft inspireren en is dus verre van vergeten.

## Verwijzingen in muziek, televisie en film
De figuur van Thoreau en zijn werken vormen ook een bron van inspiratie voor hedendaagse componisten, televisie- en filmmakers. Enkele voorbeelden:

### Muziek
- De Amerikaanse componist Charles Ives noemde het vierde deel van zijn monumentale Concord Sonata (1919) voor piano (met facultatieve dwarsfluit) "Henry David Thoreau" als een eerbetoon aan de schrijver. Ook schreef hij een lied 'Thoreau' met door hemzelf geschreven tekst (1922).
- De Amerikaanse componist John Cage inspireerde zich op Thoreau's ritmische poëzie en componeerde Empty words (1973–1974) en 40 drawings by Thoreau.

### Televisie en film
- Naar Thoreau wordt verwezen in tv-series als Dawson's Creek (seizoen 4, aflevering 10), Young Americans (seizoen 1, aflevering 3), CSI (seizoen 7, aflevering 20), en Numb3rs (seizoen 3, aflevering 7).
- In de 'documentary' Walden. Diaries, Notes, and Sketches uit 1969, een reeks van persoonlijke notities over gebeurtenissen, mensen en de seizoenen, werkt regisseur Jonas Mekas een filmisch dagboek van 43 minuten uit.
- Passages uit Thoreau's Walden worden aangehaald aan het begin van elke vergadering van de leden van de Dead Poets Society in de gelijknamige film van Peter Weir uit 1989. In een bekend fragment moedigt John Keating (een leraar Engelse literatuur, gespeeld door Robin Williams) zijn leerlingen aan om los te breken:

Thoreau said: "Most men lead lives of quiet desperation." Don't be resigned to that. Break out!— John Keating in Dead Poets Society
Thoreau zei: "De meeste mensen leiden een leven van stille wanhoop." Leg je daar niet bij neer. Breek los!
- Thoreau's werk wordt ook genoemd in heel wat andere speelfilms, zoals All That Heaven Allows (1955), What a Way to Go! (1964), Into the Wild (2007) en The Great Debaters (2007).

I'm going to paraphrase Thoreau here... rather than love, than money, than faith, than fame, than fairness... give me truth.— Christopher McCandless in Into the Wild
Ik zal hier Thoreau parafraseren... boven liefde, geld, geloof, roem, schoonheid... verkies ik waarheid.

### Lijst van gepubliceerde werken (selectie)
- A Week on the Concord and Merrimack Rivers (1849)
- Civil Disobedience (1849)
- Slavery in Massachusetts (1854)
- Walden (1854)
- A Plea for Captain John Brown (1860)
- Excursions (1863)
- Life Without Principle
- The Maine Woods (1864)
- Cape Cod (1865)
- Early Spring in Massachusetts (1881)
- Summer (1884)
- Winter (1888)
- Autumn (1892)
- Miscellanies (1894)
- Journal of Henry David Thoreau (1906)

### Moderne Nederlandse vertaling
- Henry D. Thoreau - Walden / Burgerlijke ongehoorzaamheid, (vert. Anton Haakman) Athenaeum - Polak & Van Gennep, 2005, ISBN 978-90-253-5335-3